# Wonder-holic
Wonder-holic（ワンダーホリック）は、日本のポップスユニット。
所属レコード会社はCAMエンタテインメント。通称はワンホリ。2007年9月に開催されたCAMエンタテインメント主催「Mobile Audition」にて、850組の応募総数の中から初代グランプリを獲得。オーディションから約半年のデビュー準備期間を整え、メジャーデビューシングルをリリースした。

## メンバー
- はいじ、11月24日生まれ O型　（vocal）

### 元メンバー
- 虎井 学、（bass） 2008年11月脱退
- 伊藤 建介、（key） 2007年4月脱退

## 概要
- 2005年 - 東京都にて、はいじ、虎井、伊藤の3人で結成。
- 2007年4月 - 伊藤が脱退。同時期にはいじが声帯結節により活動を休止。
- 2007年9月 - CAM ENTERTAINMENT モバイルオーディション'07にてグランプリを獲得。
- 2008年4月 - 1stシングル「After the rain」でメジャーデビュー。
- 2008年9月 - プロデューサーに本間昭光（ak.homma）を迎え、2ndシングル「祈り」を発表。
- 2008年11月 - 虎井の突然の脱退が所属事務所から発表された。
- 2009年1月 - 活動停止。

## ディスコグラフィ

### インディーズ（自主制作）

#### アルバム
1. wonder-blue 2006年

### メジャー
1stシングル
1. After the rain　2008年4月16日　
  - After the rain（作詞：はいじ/作曲：虎井学/編曲：虎井学）　日本テレビ系「ぐるぐるナインティナイン」EDテーマ
  - 笑顔　テレビ東京「密着118日！戦闘機パイロットへの道 ウイングマークにかける男たちの闘い」EDテーマ

2ndシングル
1. 祈り　2008年9月10日
  - 祈り（作詞：はいじ/作曲：虎井学/編曲：本間昭光）
  - 西湘バイパス（作詞：はいじ/作曲：はいじ・虎井学/編曲：虎井学）